# Gustave Magnel
Gustaaf Paul Robert Magnel est un ingénieur civil belge et un professeur de l'université de Gand, né à Essen (Belgique) le 15 septembre 1889, et mort à Gand le 5 juillet 1955 .
Il est connu en tant qu'expert du béton armé et du béton précontraint.

## Biographie
Il a obtenu son diplôme d'ingénieur civil de l'Université de Gand en 1912. Il a émigré en Grande-Bretagne au début de la première Guerre mondiale où il a été employé comme ingénieur dans l'entreprise D.G. Somerville & Co. Contractor Company.
Après la guerre, il est revenu à Gand où il a travaillé à l'Université d'abord comme premier-assistant au laboratoire de résistance des matériaux et a commencé à enseigner le calcul des structures en béton armé en 1922. Il a fondé le "Laboratoire de Béton Armé" en 1926, renommé plus tard en son honneur le "Laboratoire Magnel pour la recherche sur le béton", et ensuite le "Laboratoire Magnel-Vandepitte de Construction et des Matériaux de Construction". Il est devenu professeur de l'université en 1937.
Au début des années 1940, Gustave Magnel a commencé à faire des recherches sur le béton précontraint en faisant des essais sur des poutres dans son laboratoire de l'université de Gand dans le but d'établir des règles de calcul pour ce nouveau matériau breveté par Eugène Freyssinet en 1928. Il a aussi inventé un système d'ancrage des câbles de précontrainte (ancrage Blaton-Magnel) qui a été utilisé en Belgique jusqu'au milieu des années 1960.
Il a donné des conférences sur le béton précontraint dans plusieurs pays et réalisé le premier pont à travées en béton précontraint aux États-Unis, le Walnut Lane Memorial Bridge, en 1949-1951, à Philadelphie.
À partir du début des années 1950, il a accueilli de nombreux ingénieurs étrangers venus se former à l'étude du béton précontraint dans son laboratoire de l'université de Gand. Tung-Yen Lin y est venu en 1953.

## Quelques ouvrages
En tant qu'ingénieur, il a réalisé la conception :
- de la passerelle de la rue des Gosselies, à Molenbeek-Saint-Jean (Bruxelles, 1944)
- du pont de Sclayn sur la Meuse, premier pont en béton précontraint hyperstatique de deux travées continues de 62,70 m de longueur et une travée de 10 m (1950)[1],[2],[3]
- du Walnut Lane Memorial Bridge (en), à Philadelphie, en Pennsylvanie, aux États-Unis (1949-1951)[4]

et fait les calculs du bâtiment de la Boekentoren, la bibliothèque de l'Université de Gand (UGhent).

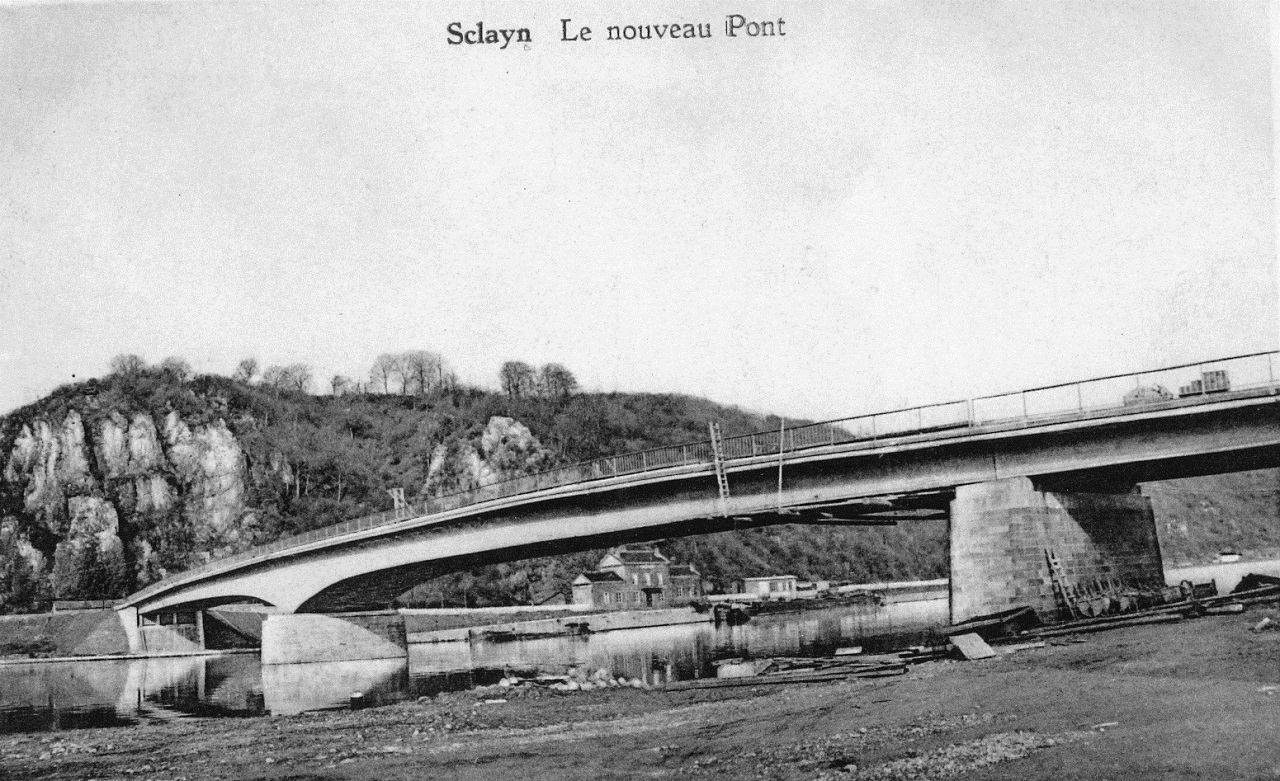
"Le nouveau Pont" précontraint de Sclayn sur la Meuse
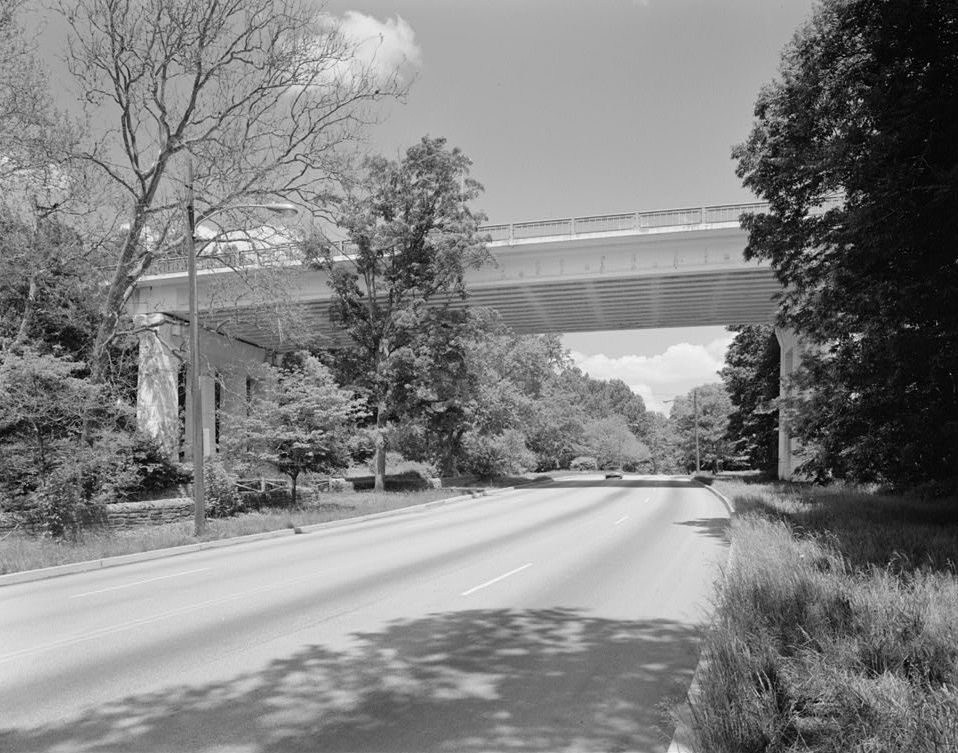
Walnut Lane Memorial Bridge à Philadelphie (Pennsylvanie, USA)
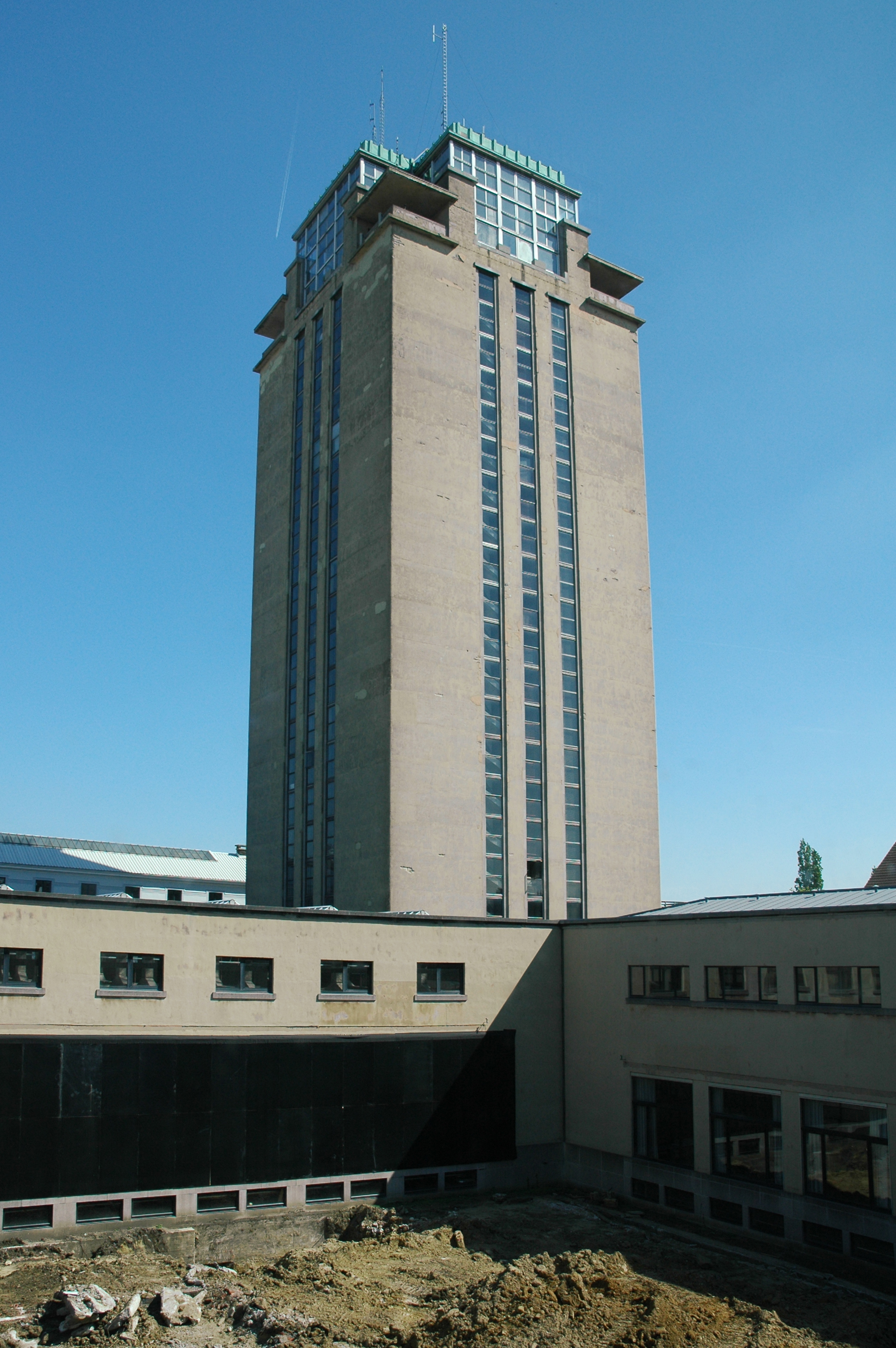
Boekentoren (bibliothèque de l'Université de Gand)

## Publications
- Calcul des arcs, Van Rysselberghe, 1930, p. 359
- Pratique du calcul du béton armé, tomes 1 à 2, Van Rysselberghe & Rombaut, 1931
- Pratique du calcul du béton armé, tome 3, Van Rysselberghe & Rombaut, 1931
- Pratique du calcul du béton armé, tome 4, Rombaut et Fecheyr, 1931
- Pratique du calcul du béton armé - Le béton précontraint, tome 4, Fecheyr, 1948
- Prestressed concrete, Third edition, Concrete Publications, London, 1954, p. 345
- Theorie und Praxis des Spannbetons: Berechnung, konstruktive Gestaltung und durchgerechnete Beispiele von Spannbetonbauten, Bauverl., 1956, p. 431
- Cours de stabilité des constructions, Fecheyr, 1948
- Essai de fatigue d'une poutre en béton précontraint, p. 687, Congrès international du béton précontraint, 8-13 septembre 1951, Impr. L. Vanmelle, 1951, p. 705
- Creep of Steel and Concrete in Relation to Prestressed Concrete, ACI Journal Proceedings, volume 44, no 2
- Prototype Prestressed Beam Justifies Walnut Lane Bridge Design, ACI Journal Proceedings, volume 47, no 12

## Divers
La "Gustave Magnel Gold Medal" est décernée tous les 5 ans depuis 1959 par l'Association des Ingénieurs de l'université de Gand (AIG).
Un "prix Gustave Magnel" a été créé en 2009 pour encourager la recherche scientifique dans la construction.